# Керзон Аштон
«Керзон Аштон» (англ. Curzon Ashton Football Club) — английский футбольный клуб из города Аштон-андер-Лайн, графство Большой Манчестер, Северо-Западная Англия. Основан в 1963 году.
В настоящее время выступает в Северной Национальной лиге, шестом по значимости дивизионе в системе футбольных лиг Англии.

## История
Клуб образован в 1963 году, когда были объединены два клуба Curzon Road Methodists F.C. и Assheton Amateurs F.C.. На протяжении своей истории клуб участвовал и был основателем многих региональных лиг. В 2014 году после многих неудач в плей-офф выиграл Первый дивизион Северной Премьер-лиги и вышел в Премьер-дивизион. В следующем сезоне клуб занял 4-е место и посредством плей-офф пробился в Северную Конференцию.

### Стадион
Домашние матчи с 2005 года проводит на стадионе «Теймсайд» в Аштон-андер-Лайн, вмещающем 3000 зрителей. Стадион был официально открыт Алексом Фергюсоном. В первом матче на стадионе «Керзон Аштон» сыграл товарищеский матч с «Манчестер Юнайтед», за который играли Фрейзер Кемпбелл и Джонни Эванс. Снаружи стадиона стоит статуя, посвященная трем рождённым в Аштоне футболистам, связанным с чемпионатом мира: Джефф Херст, Джимми Армфилд (Дентон, Большой Манчестер), и Симоне Перотта.